# Louvilliers-en-Drouais
Louvilliers-en-Drouais är en kommun i departementet Eure-et-Loir i regionen Centre-Val de Loire strax norr om centrala Frankrike. Kommunen ligger i kantonen Dreux-Ouest som tillhör arrondissementet Dreux. År 2022 hade Louvilliers-en-Drouais 221 invånare.

## Befolkningsutveckling
Antalet invånare i kommunen Louvilliers-en-Drouais
Referens:INSEE